# قلعة بيرفارتشتاين
قلعة بيروارتشتاين (بالألمانية: Burg Berwartstein) هي قلعة في منطقة واسجاو، في ولاية راينلاند بالاتينات في جنوب غرب ألمانيا. إحدى القلاع الصخرية التي كانت جزءًا من دفاعات الولاية في العصور الوسطى.
تبدو بيروارتشتاين أكثر اكتمالاً عند مقارنتها بأطلال القلاع المجاورة، بسبب أعمال الترميم التي طرأت عليها حديثاً. وهي القلعة الوحيدة في غابة بالاتينات التي أعيد بناؤها وسكنها بعد هدمها.

## التاريخ

### الأصول

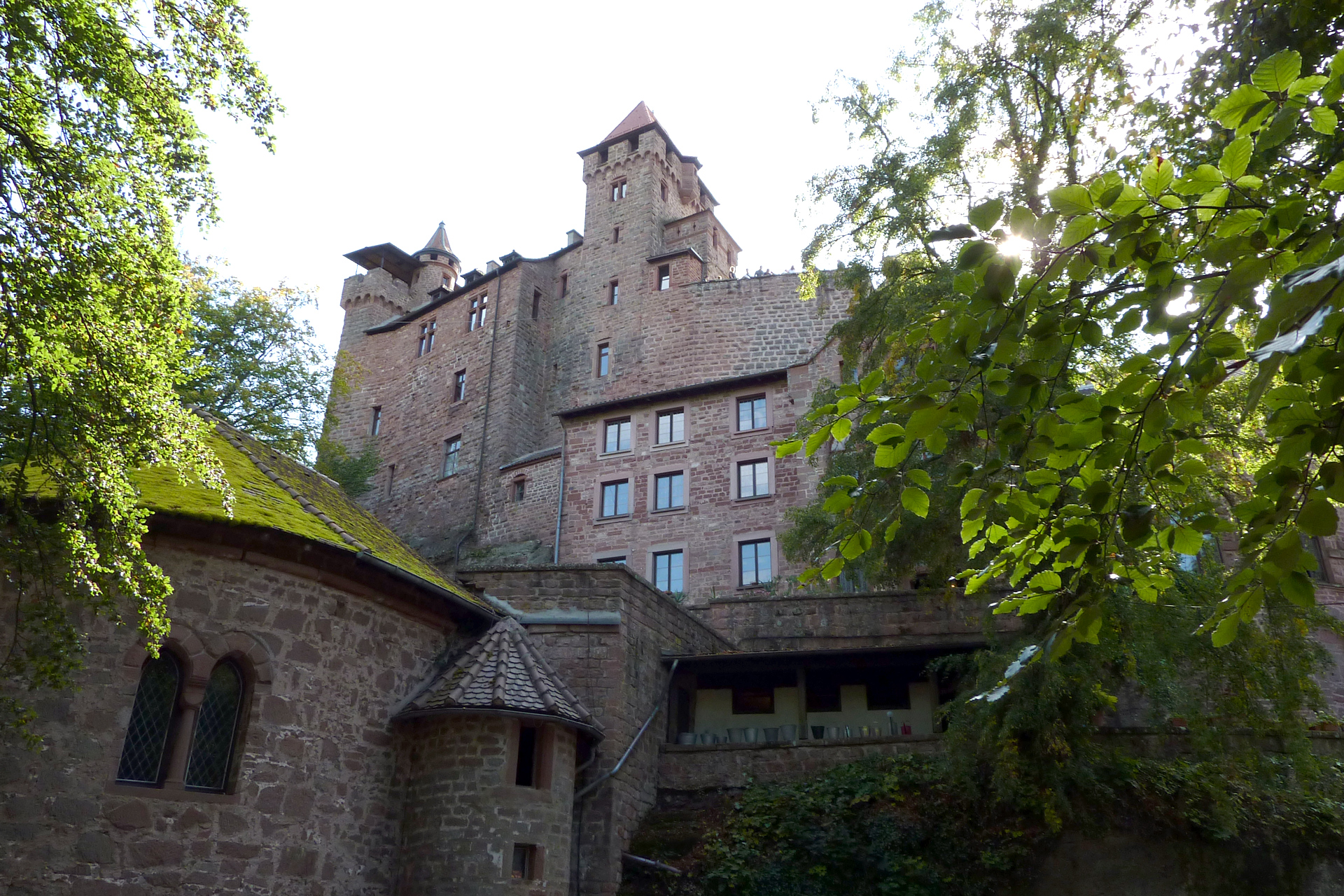
قلعة بيروارتشتاين

لا يوجد سجل محدد لأصول القلعة أو اسمها. ورد اسم قلعة بيروارتشتاين لأول مرة في وثيقة يرجع تاريخها إلى عام 1152، عندما منحها الإمبراطور فريدريك بارباروسا للأسقف غونتر شباير.

### فترة البارونات اللصوص
خلال القرن الثالث عشر، سكن القلعة المستأجرين الإقطاعيين، الذين حملوا اسم "فون بيروارتشتاين"، حيث قاموا باستخدام قلعة بيروارتشتاين كقاعدة للغارات على المدن المجاورة فعرفوا لاحقاً باسم البارونات اللصوص. بعدها بفترة توحدت مدن ستراسبورغ وهاغناو ضد عائلة فون بيروارتشتاين. وبعد عدة أسابيع من الهجمات غير المجدية على القلعة، نجحوا في الاستيلاء عليها عام 1314 بمساعدة خائن من جنود بيروارتشتاين. بعدها نُقلت كمية كبيرة من الغنائم ونحو 30 سجينًا إلى ستراسبورغ. وأطلق سراح فرسان بيروارتشتاين مقابل فدية كبيرة. حيث أجبروا على بيع قلعتهم للأخوين أورت و أولريش فون وينغارتون. وبعد أربع سنوات، أصبحت القلعة ملكًا لدير فايسنبورغ.

### دير فايسنبورغ
وضع دير فايسنبرغ القلعة تحت اشرافه وأسس نظامًا إقطاعيًا. تمكن من الاحتفاظ بالقلعة لبعض لفترة قبل توتر الأوضاع بين الدير وفرسان دراختنفلس، فانتهز الأمير الناخب لبالاتينات الفرصة لوضع القلعة تحت سيطرته.

### هانز فون تروثا

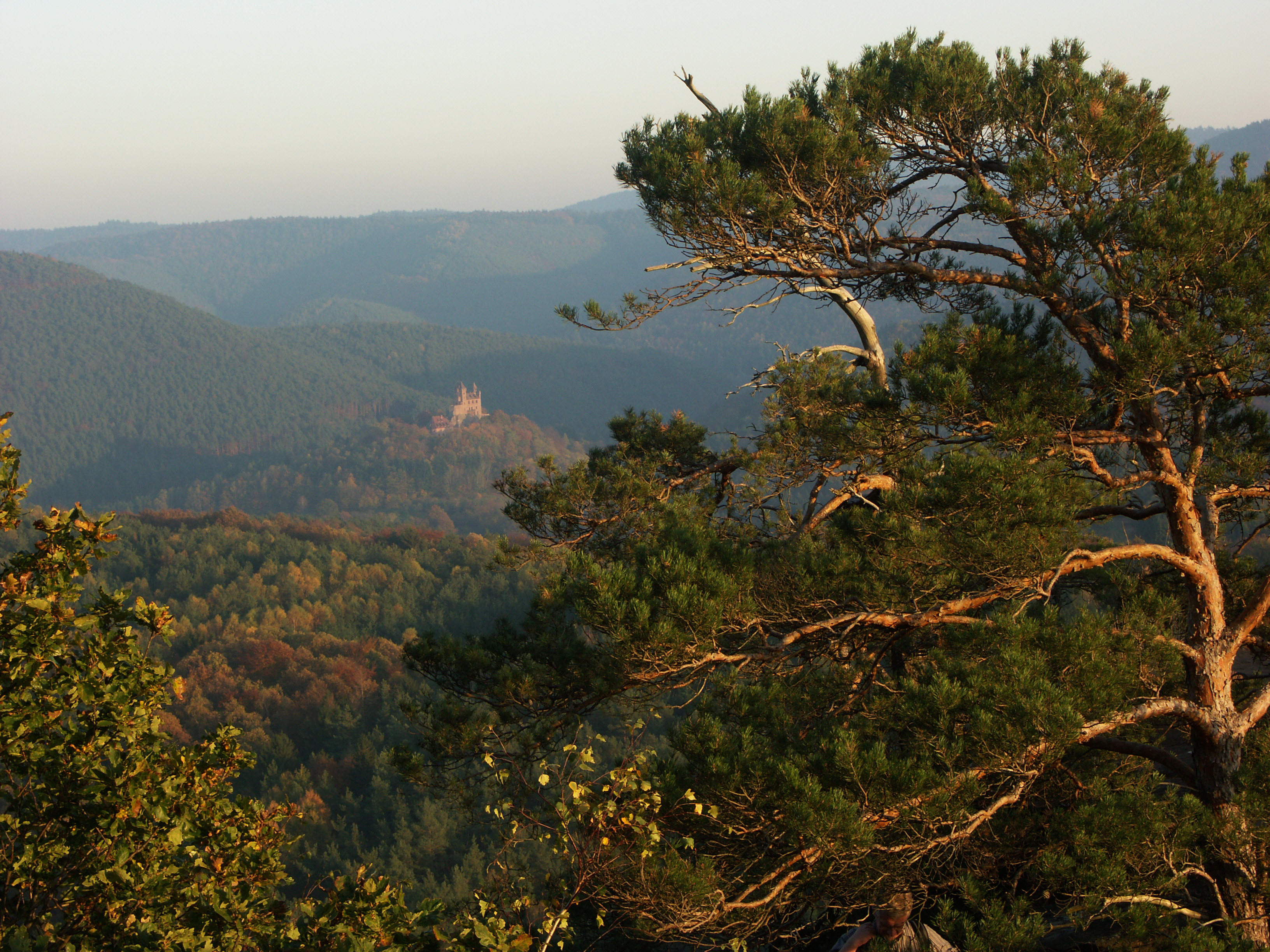
صورة لبيروارتشتاين من الشمال الغربي.

بسبب طموحاته الأسرية، أراد ناخب بالاتينات أن يضع كل ممتلكات دير فايسنبورغ تحت سيطرته. ففي عام 1480 أمر الفارس هانز فون تروثا، الذي كان المارشال والقائد العام لقوات بالاتينات، بالسيطرة على قلعة بيروارتشتاين. وبهذه الطريقة وسع ممتلكاته على حساب دير فايسنبرج.
قام هانز فون تروثا بتجديد القلعة أولاً لتحسين مظهرها. كما بنى أسوارًا وحصونًا قوية بالإضافة إلى الأعمال الخارجية والبرج المسمى ليتل فرانس.

### العصر الحديث
اشترى الكابتن باجينسكي القلعة عام 1893. وفي عام 1922، بيعت إلى أكسل فابر من كوبنهاغن، وبالتالي انتقلت إلى ملكية أجنبية فطلب من ألفونس وادلي أن يكون وكيله لأنه من غير المتعارف عليه في ألمانيا تمليك الأجانب. وفي وقت لاحق أصبحت القلعة ملكاً لوادلي بعد أن اشتراها.
دُمرت قرية إرلينباخ الواقعة قرب القلعة بالكامل خلال الحرب العالمية الثانية، ولجأ سكانها إلى القلعة. وبعد الحرب، تحطم السقف وكذلك المساند الخشبية حول النوافذ والأبواب والسلالم. ونظرًا لأن القلعة لم تكن مدعومة مالياً، قام ألفونس وادلي بتجديدها بنفسه.

## معرض الصور

### مناظر جزئية للمباني

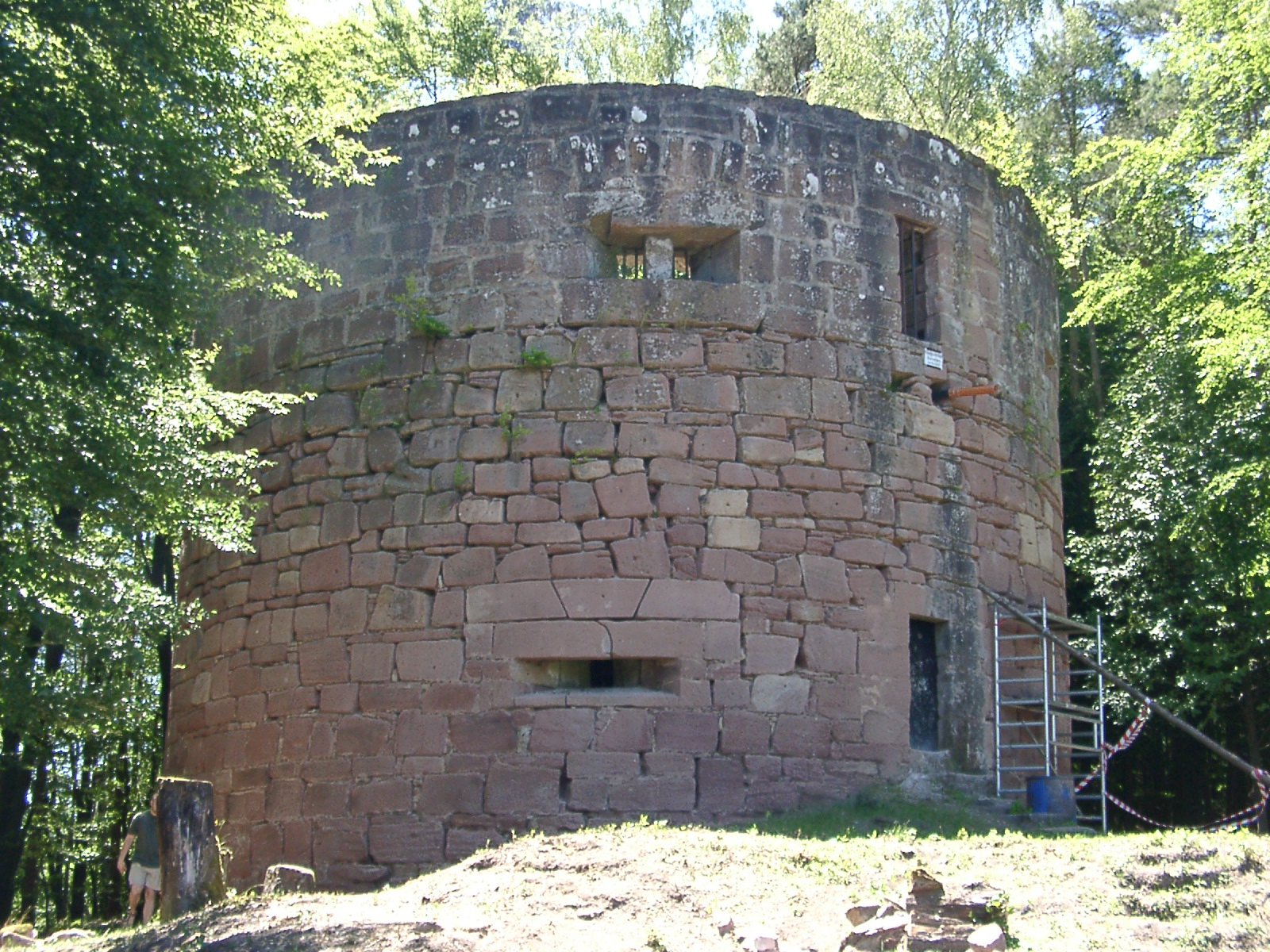
برج ليتل فرانس

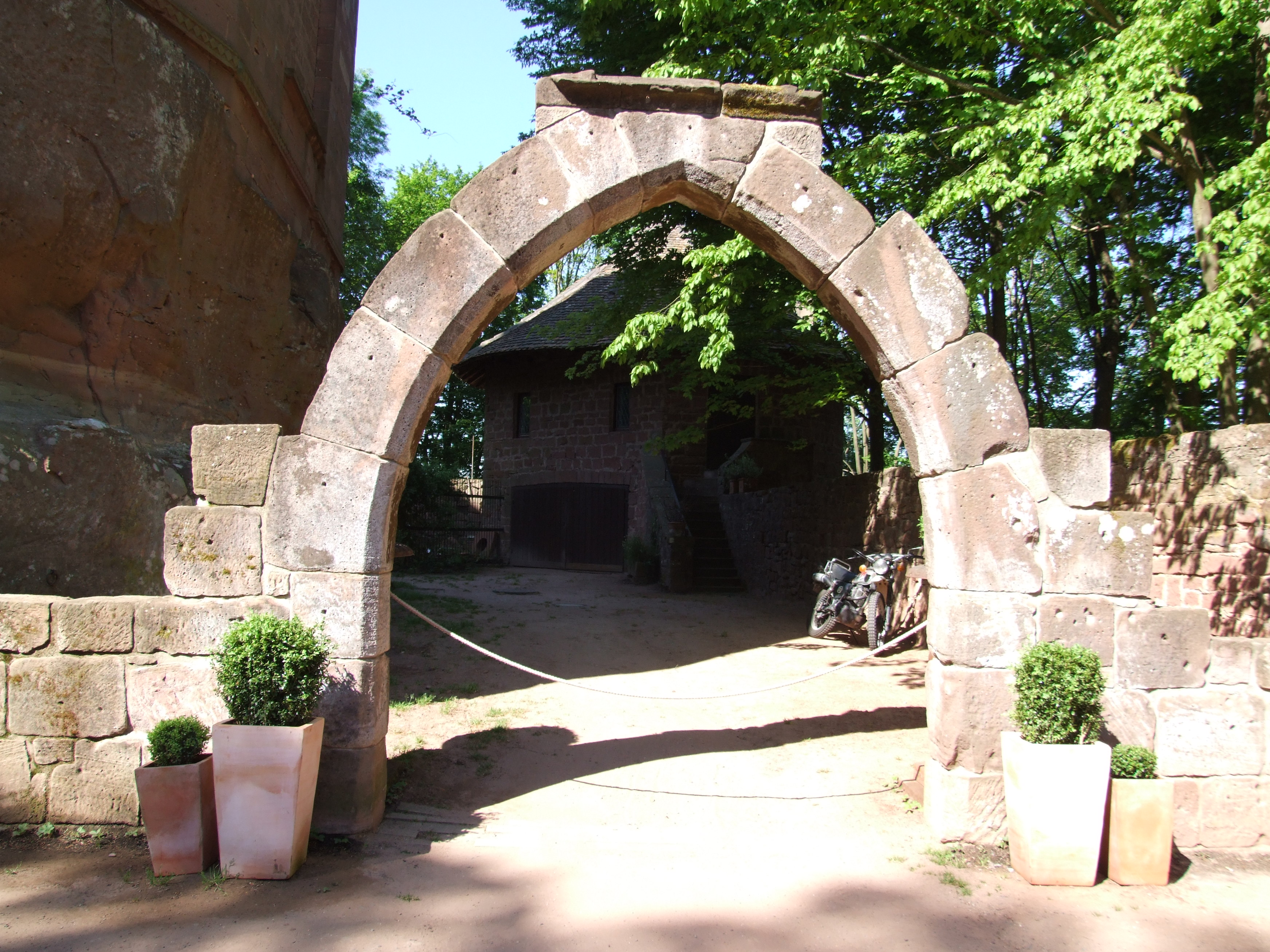
ممر في قلعة بيروارتستين
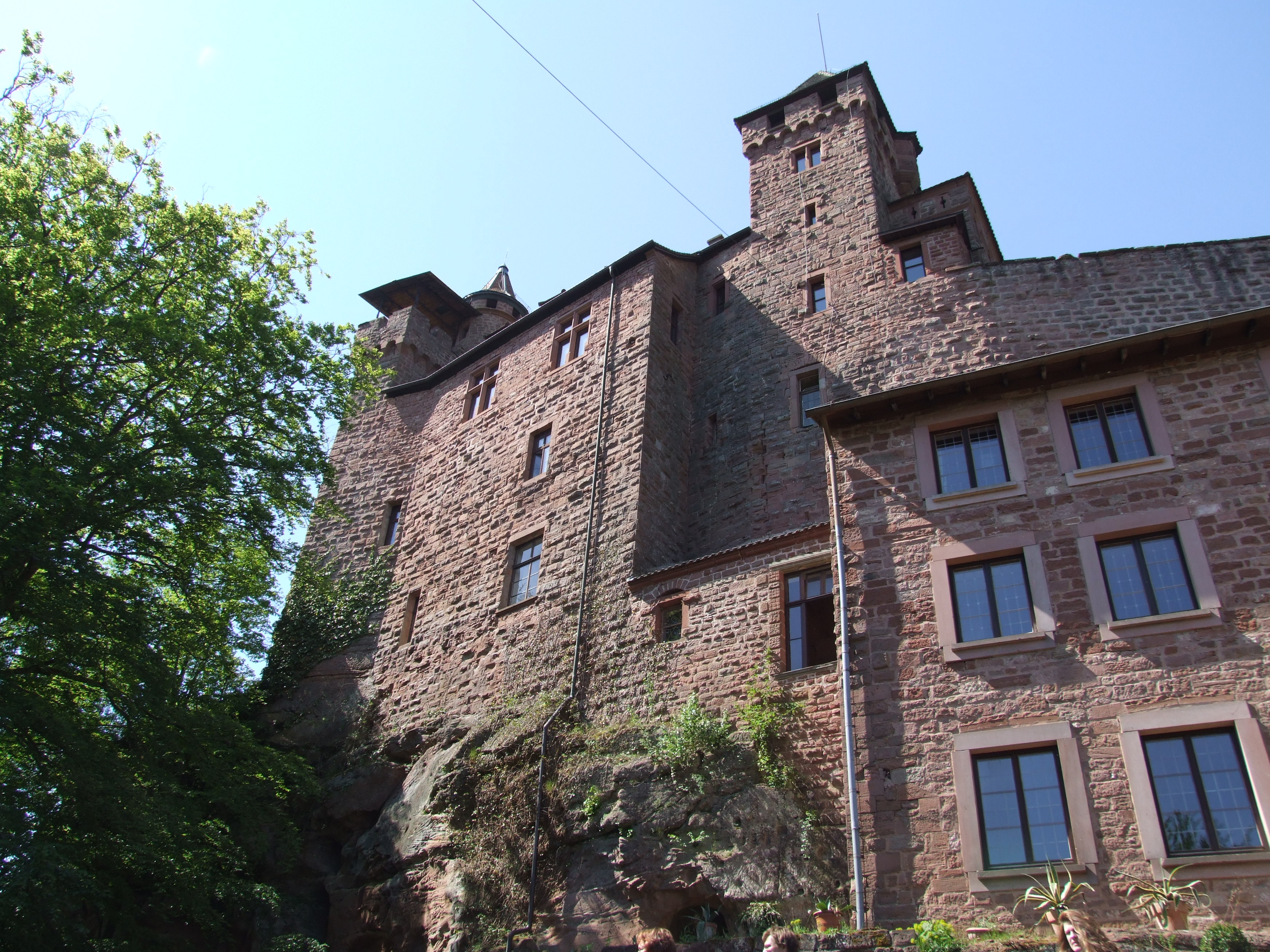
منظر للمبنى الرئيسي
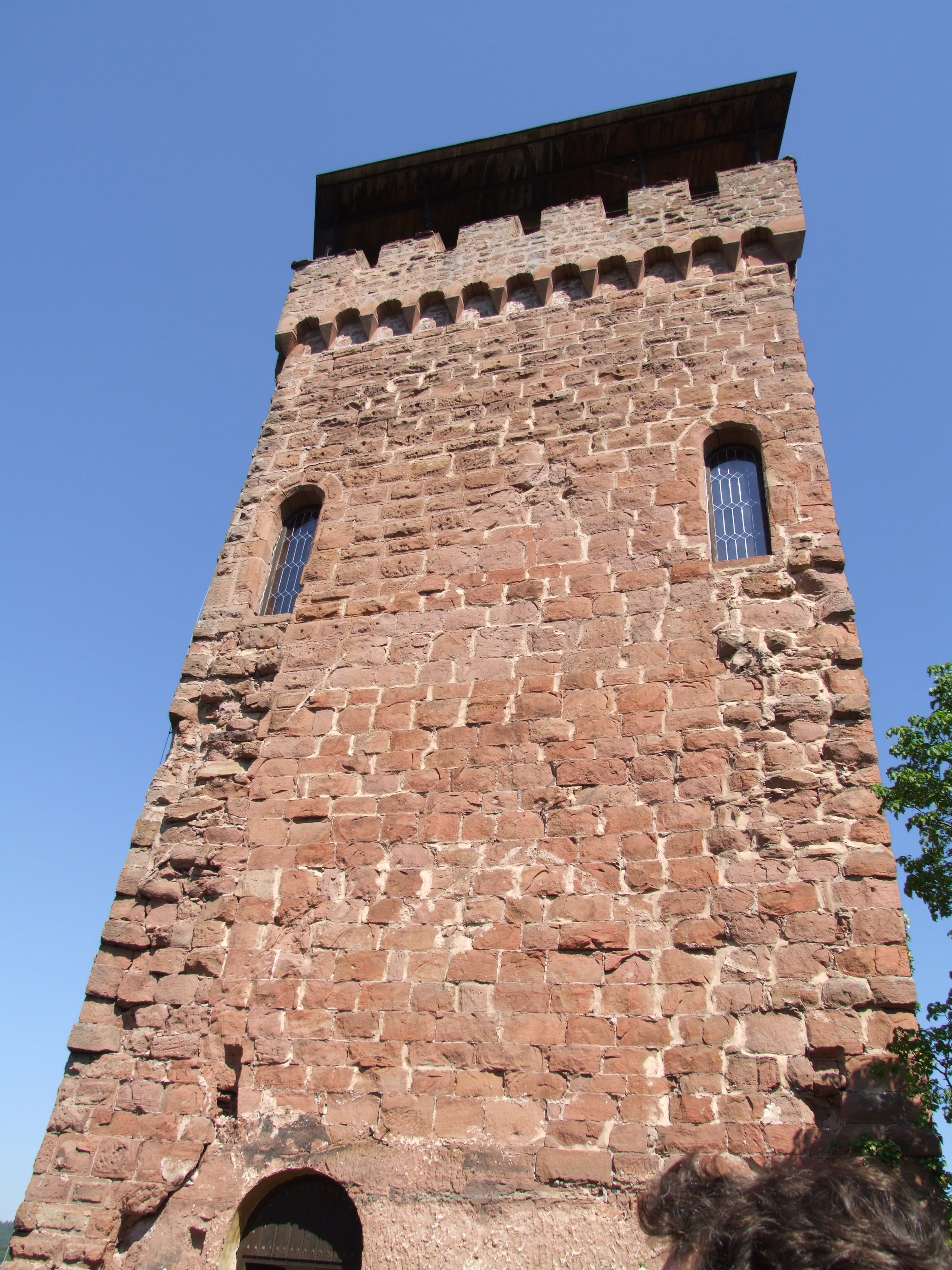
برجفريد
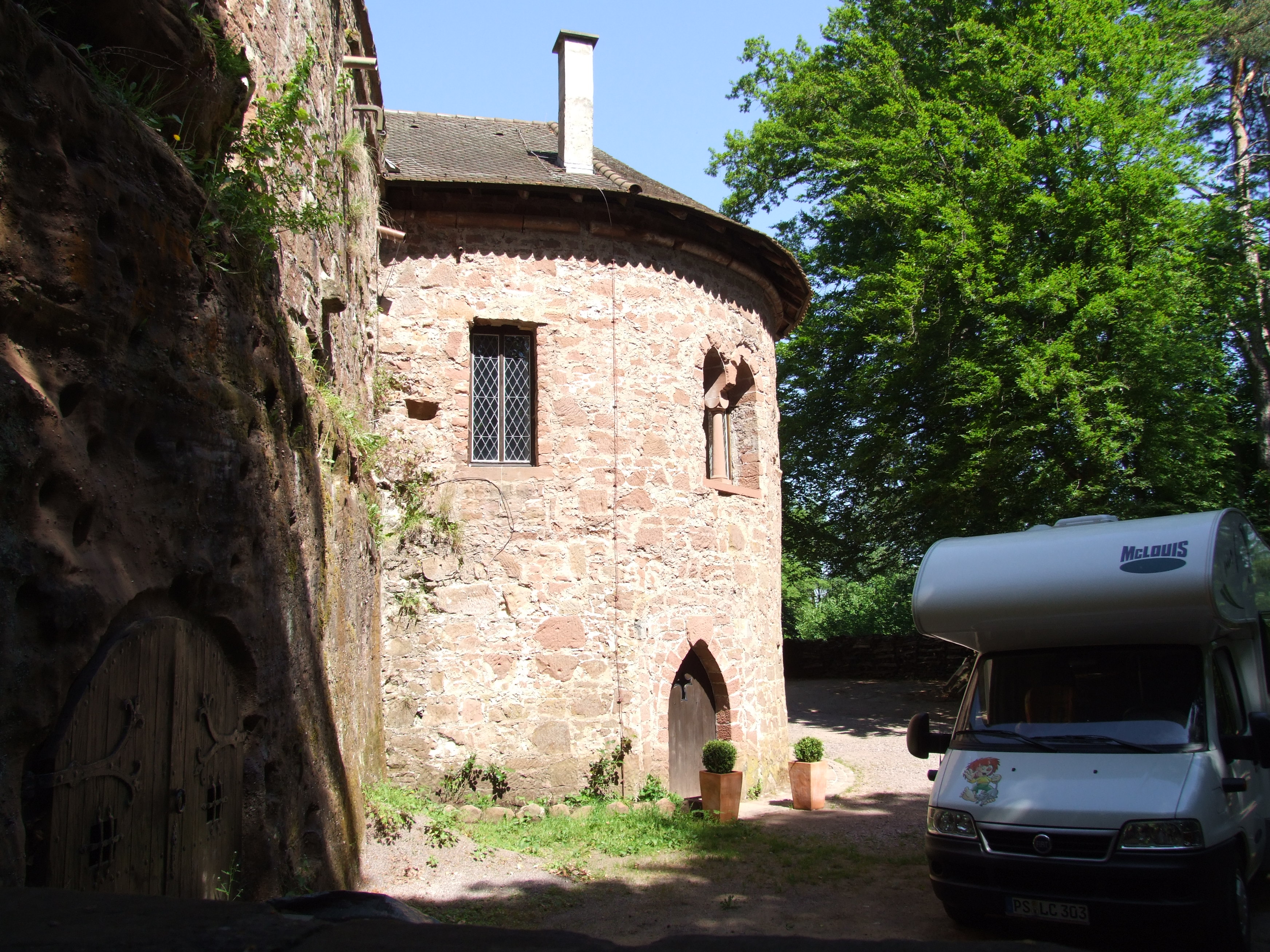
أحد الأبراج السفلية

### الهياكل الصخرية والممرات تحت الأرض

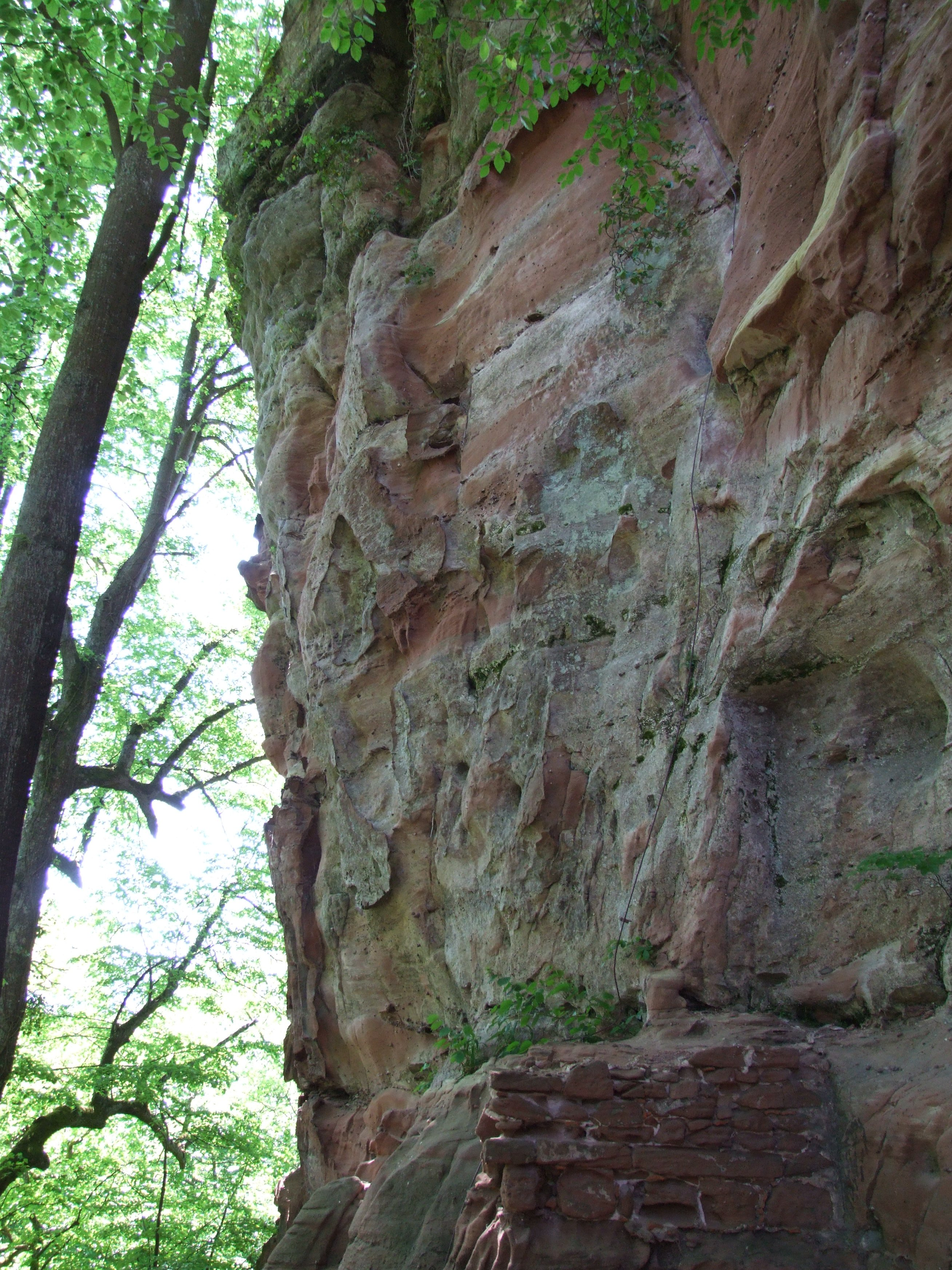
منظر لجدار من الحجر الرملي
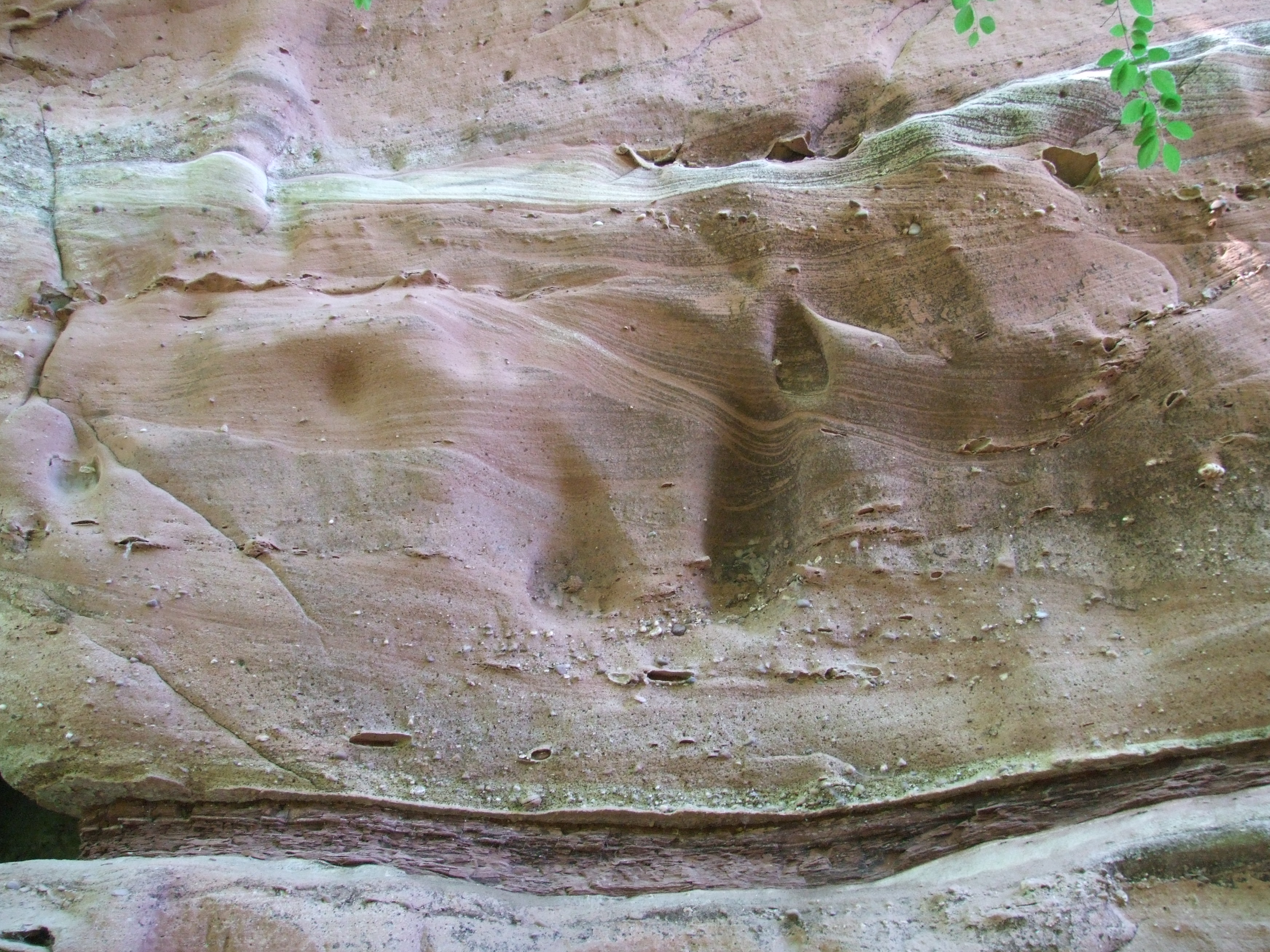
عرض مفصل لوجه الصخرة
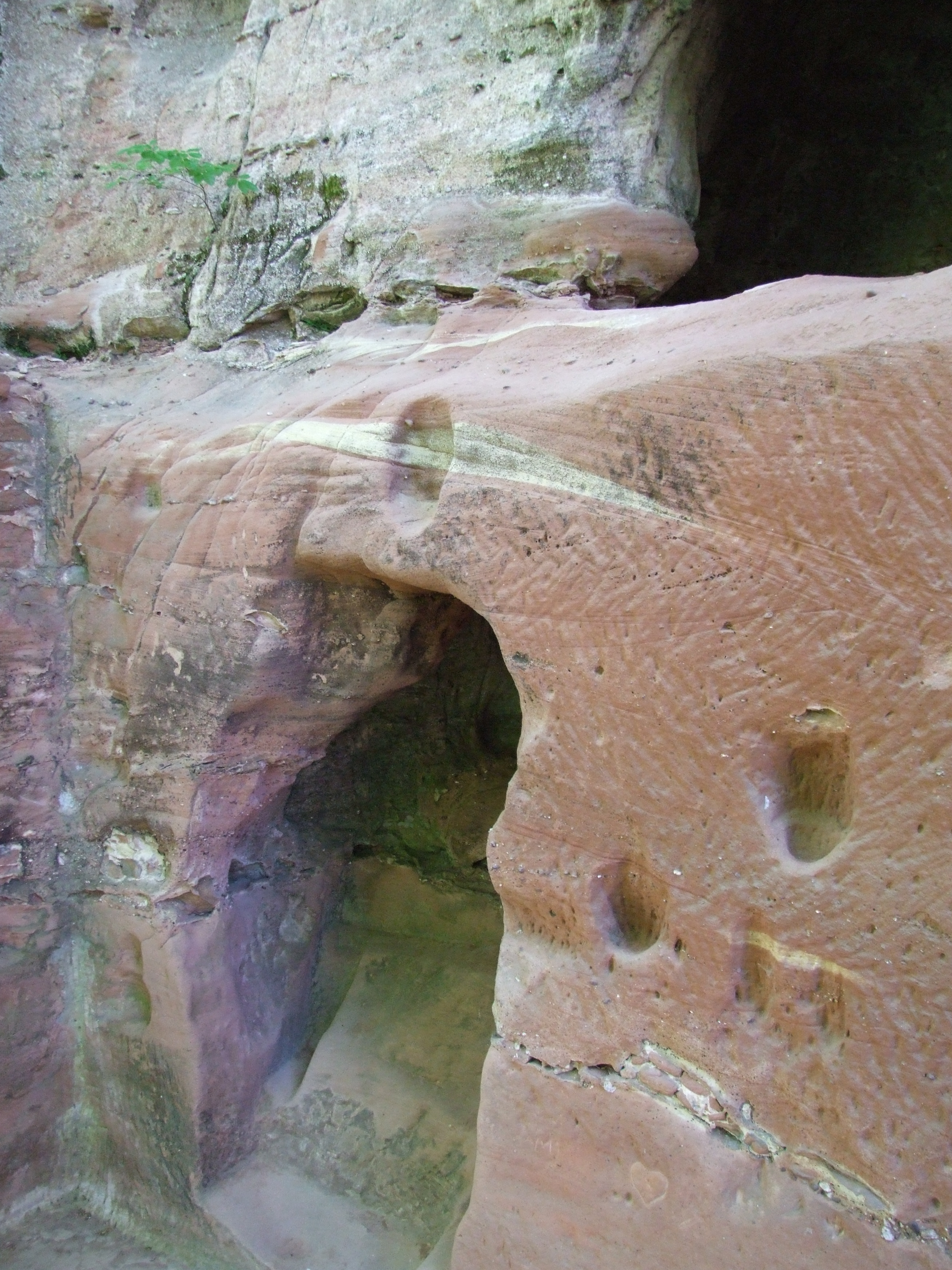
صعود في وجه الصخرة
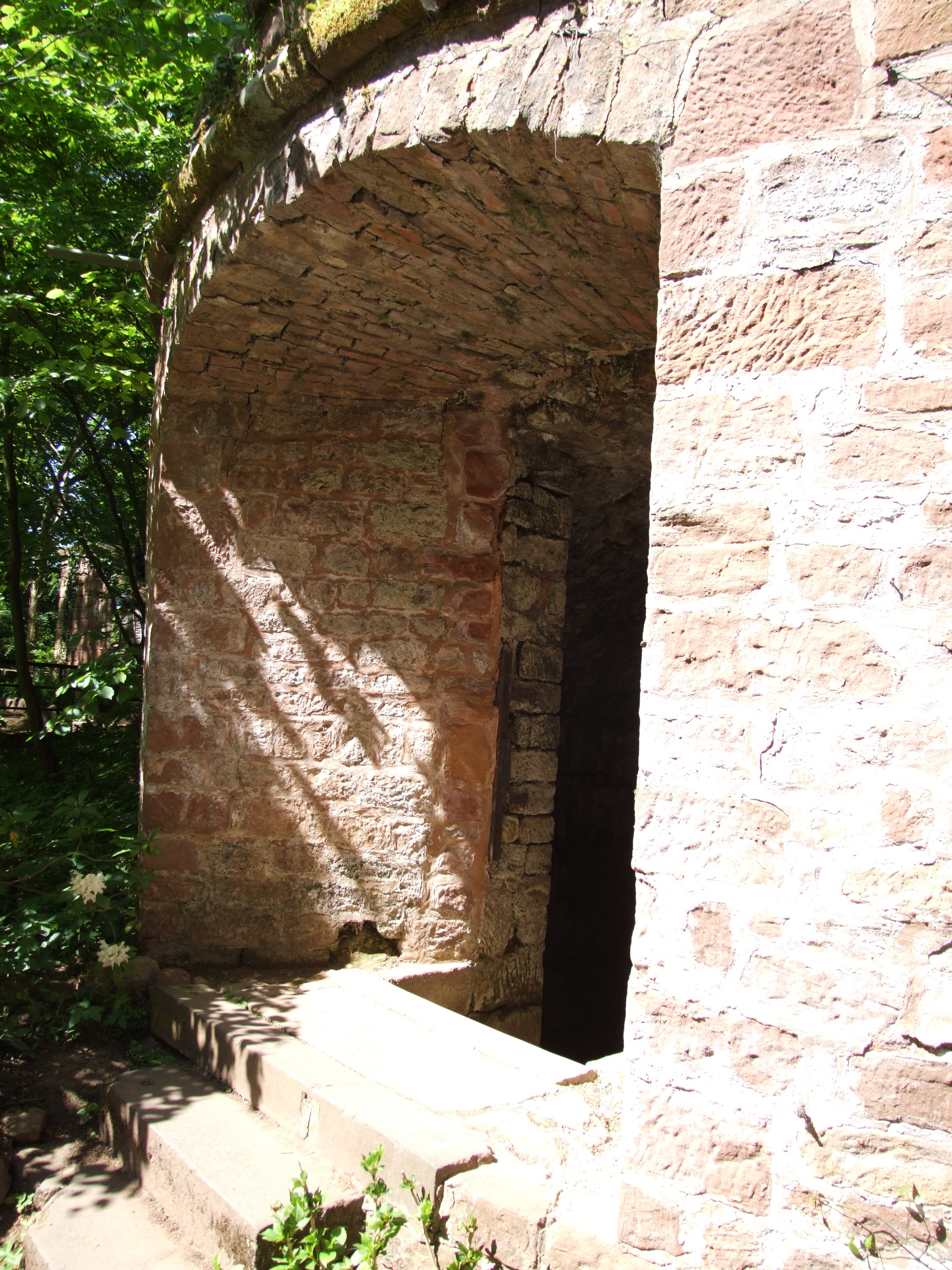
مدخل
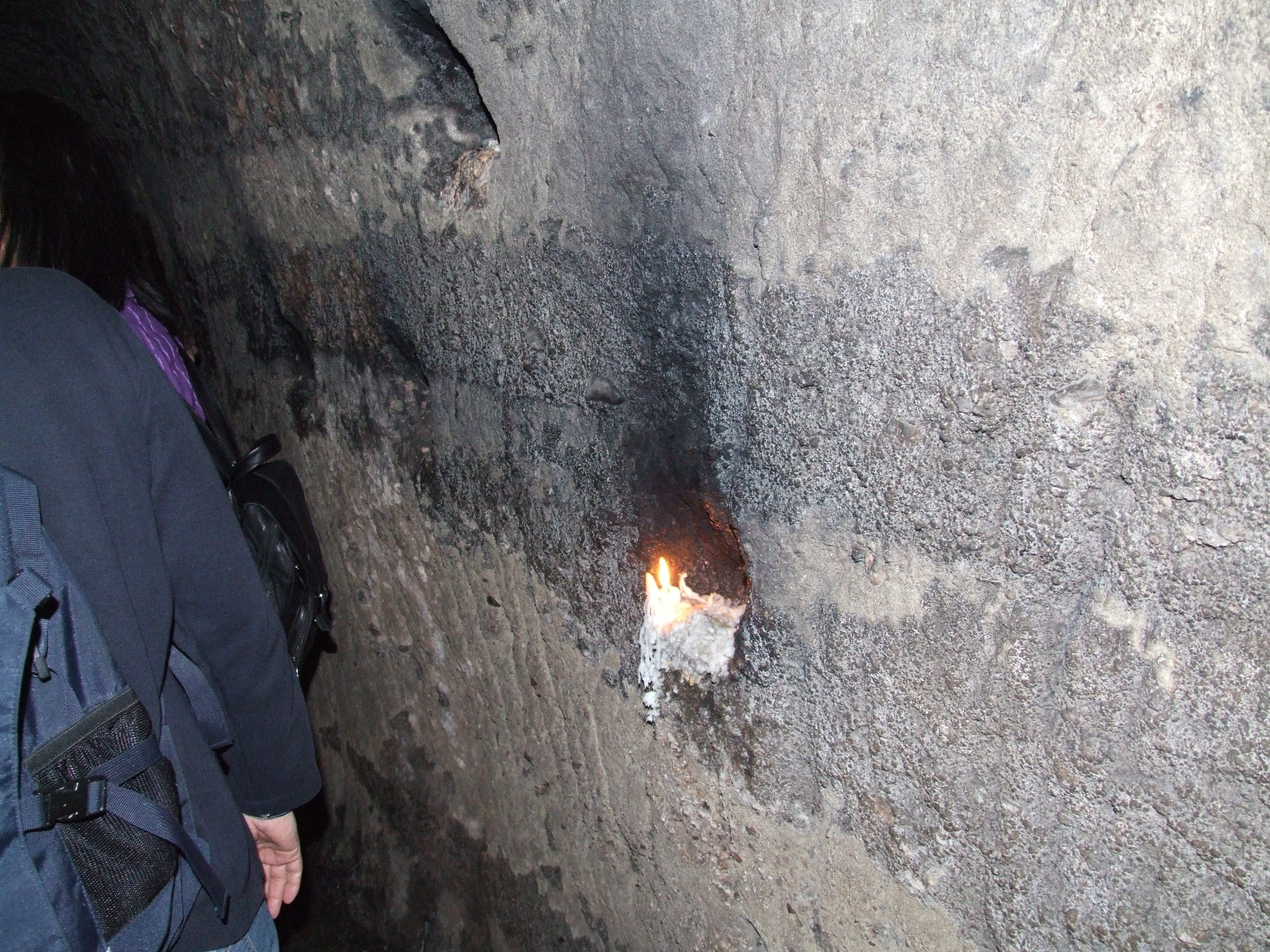
كوة شمعة في ممر صخري

### الديكورات الداخلية والمفروشات

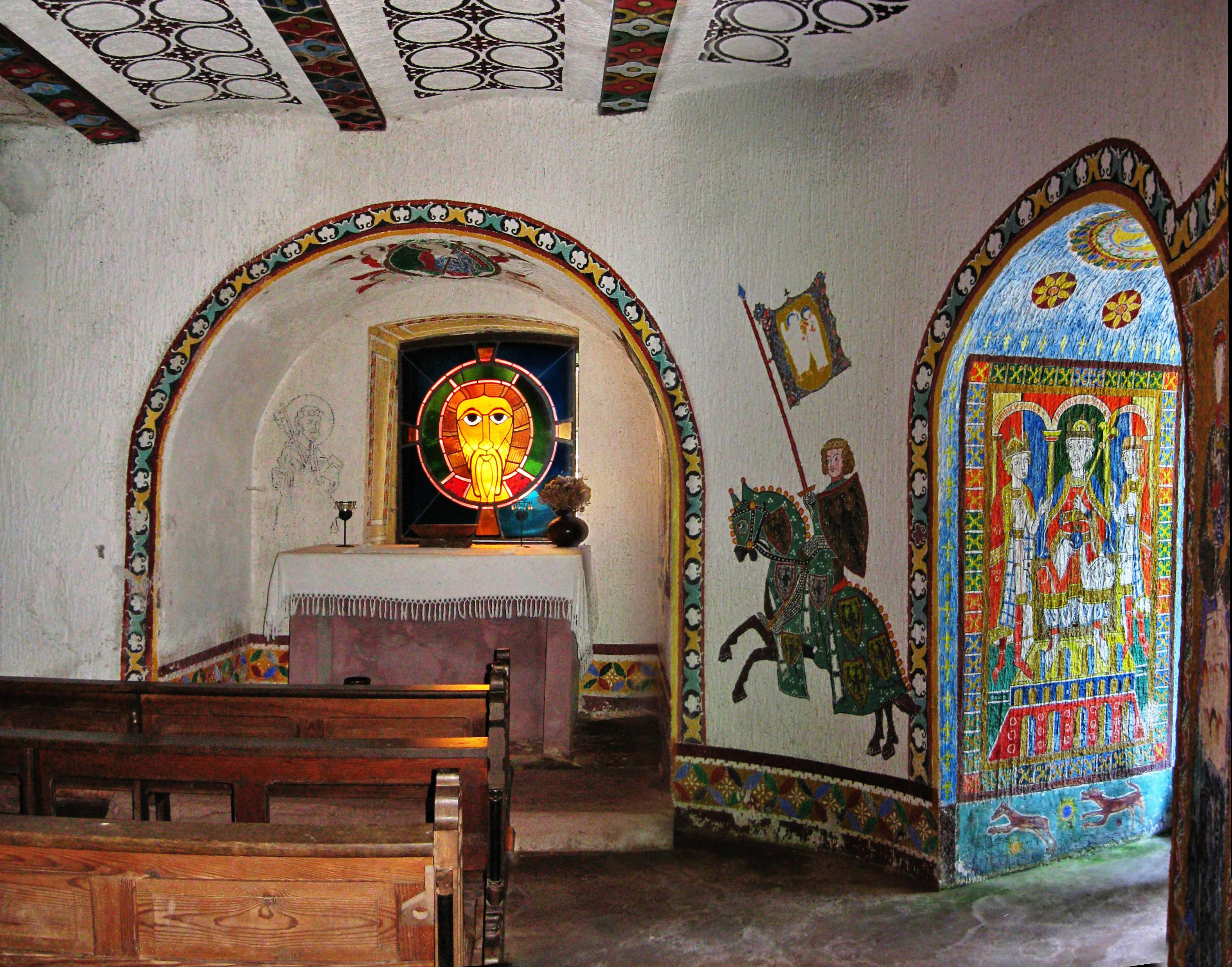
كنيسة
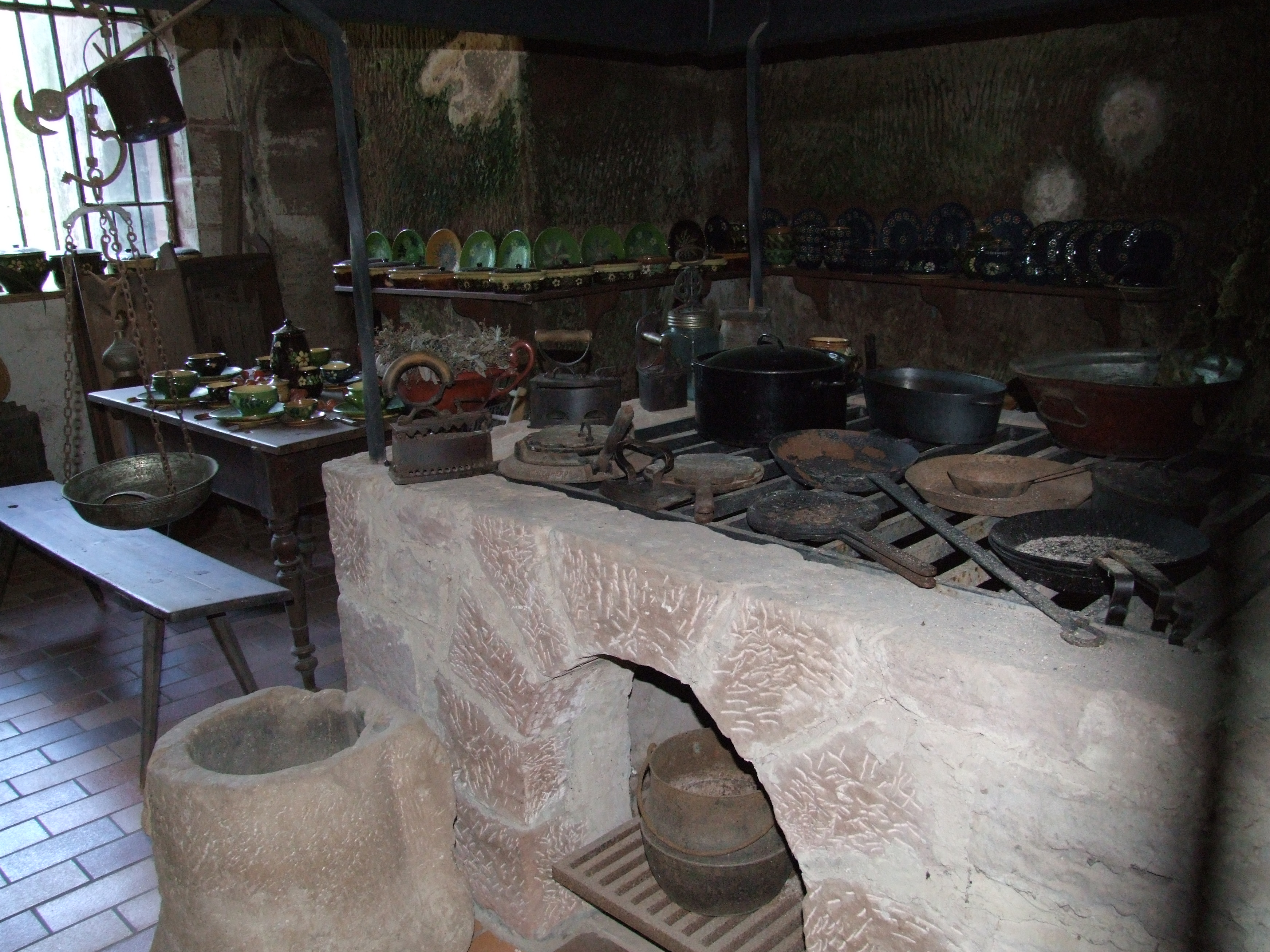
موقد مطبخ القلعة
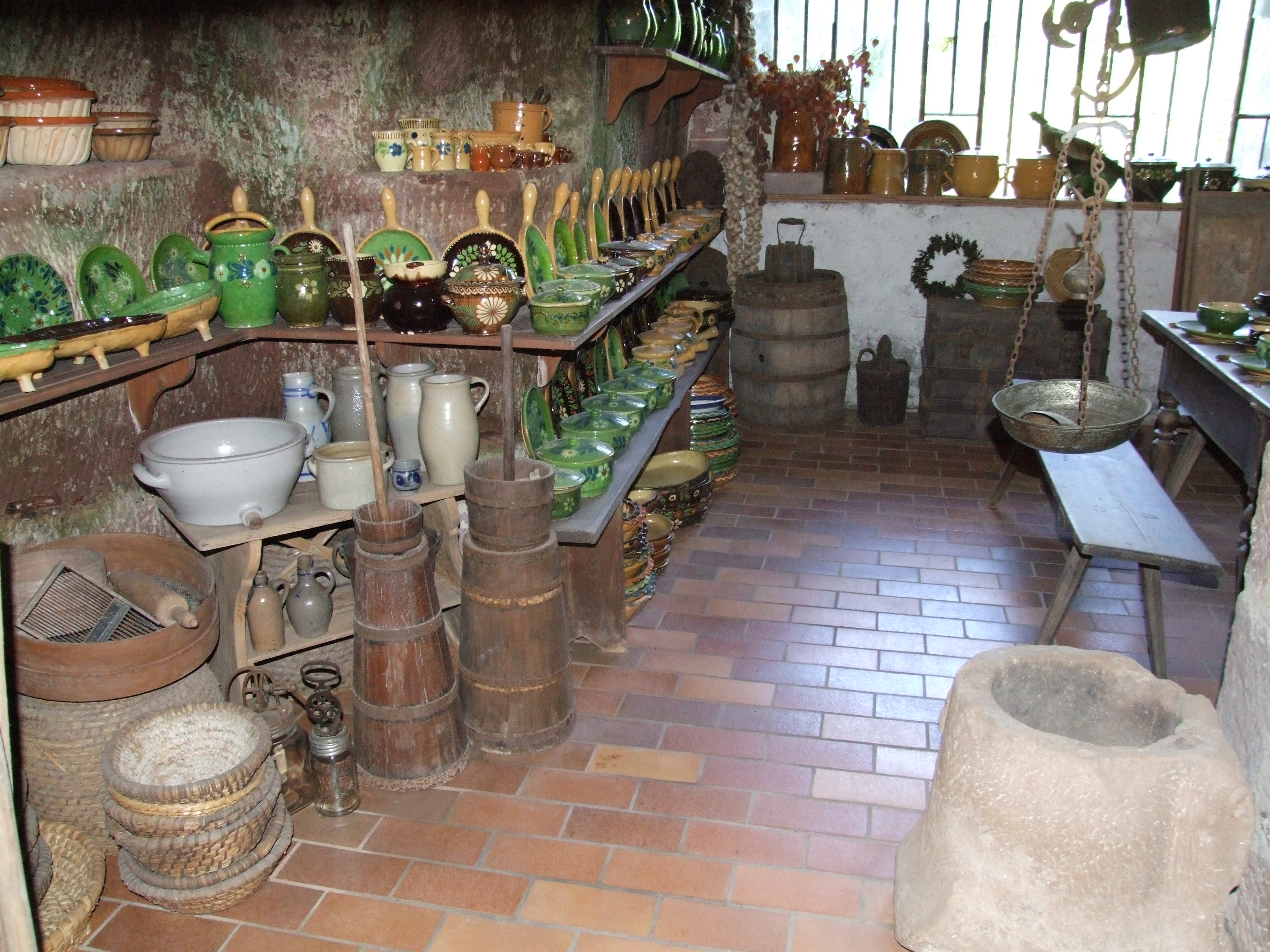
منظر من مطبخ القلعة
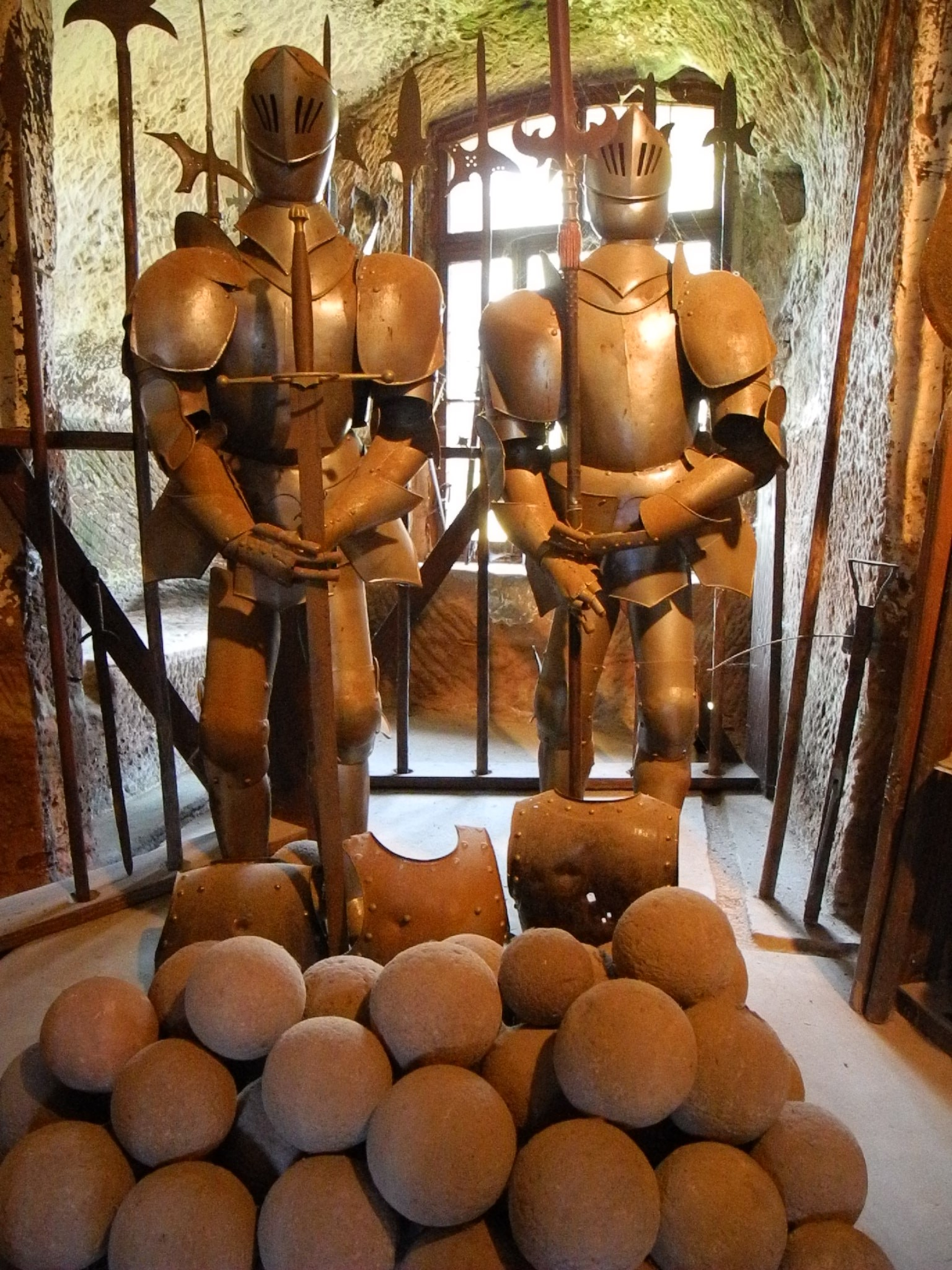
الدروع ومدافع

### المنظر الخارجي

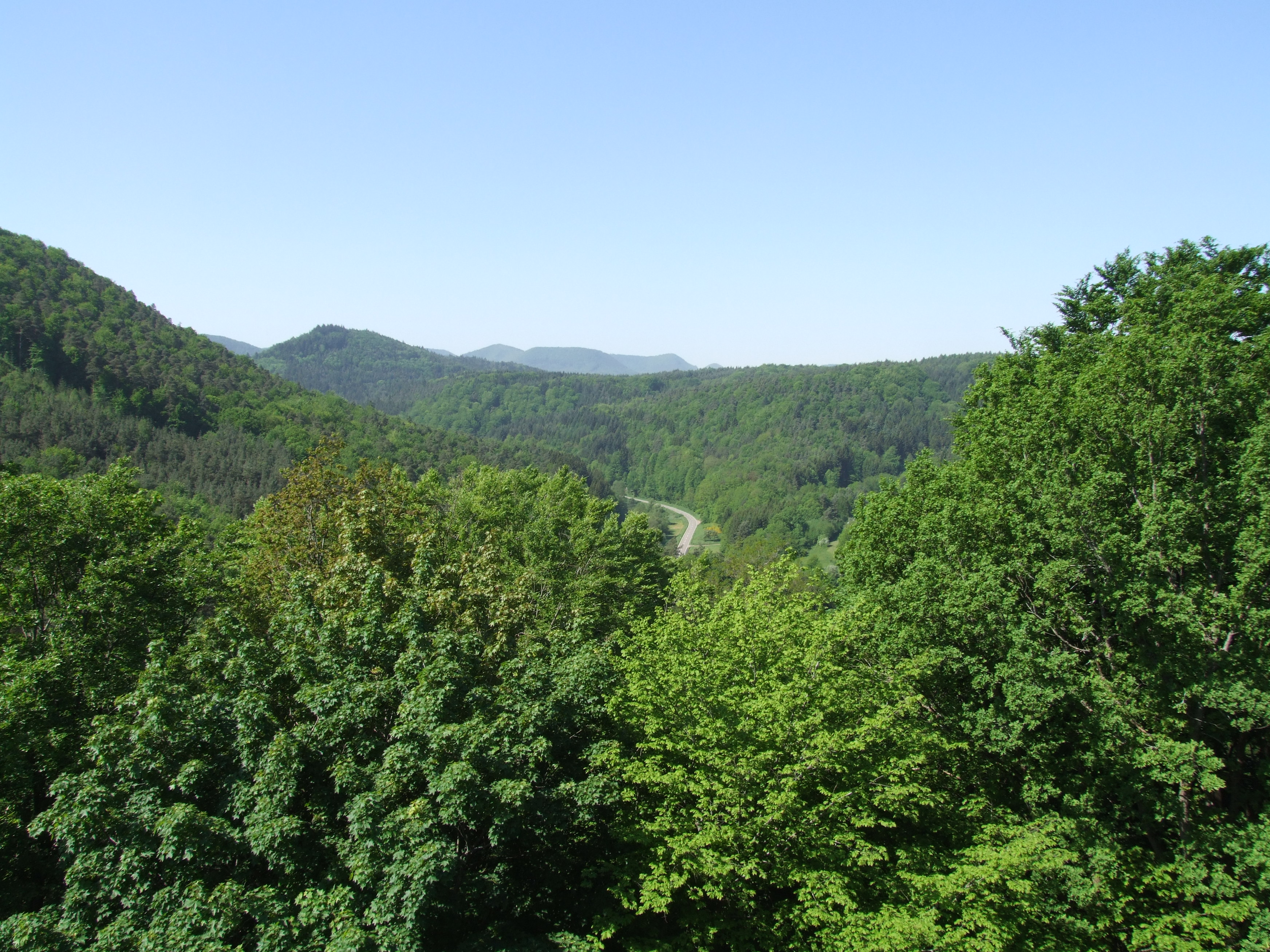
منظر الى جهة الغرب
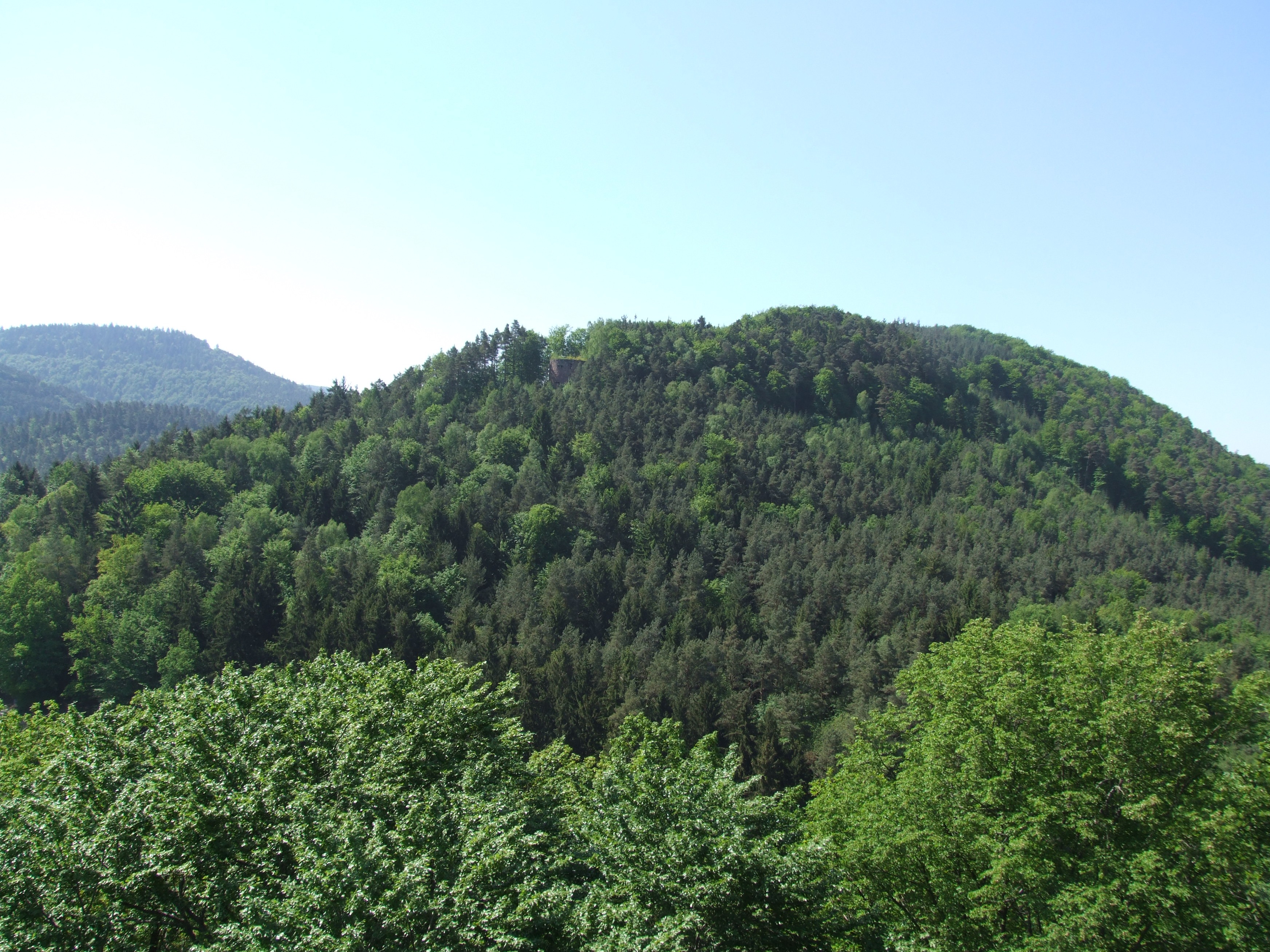
منظر متجه جنوبا من فوق برج ليتل فرانس
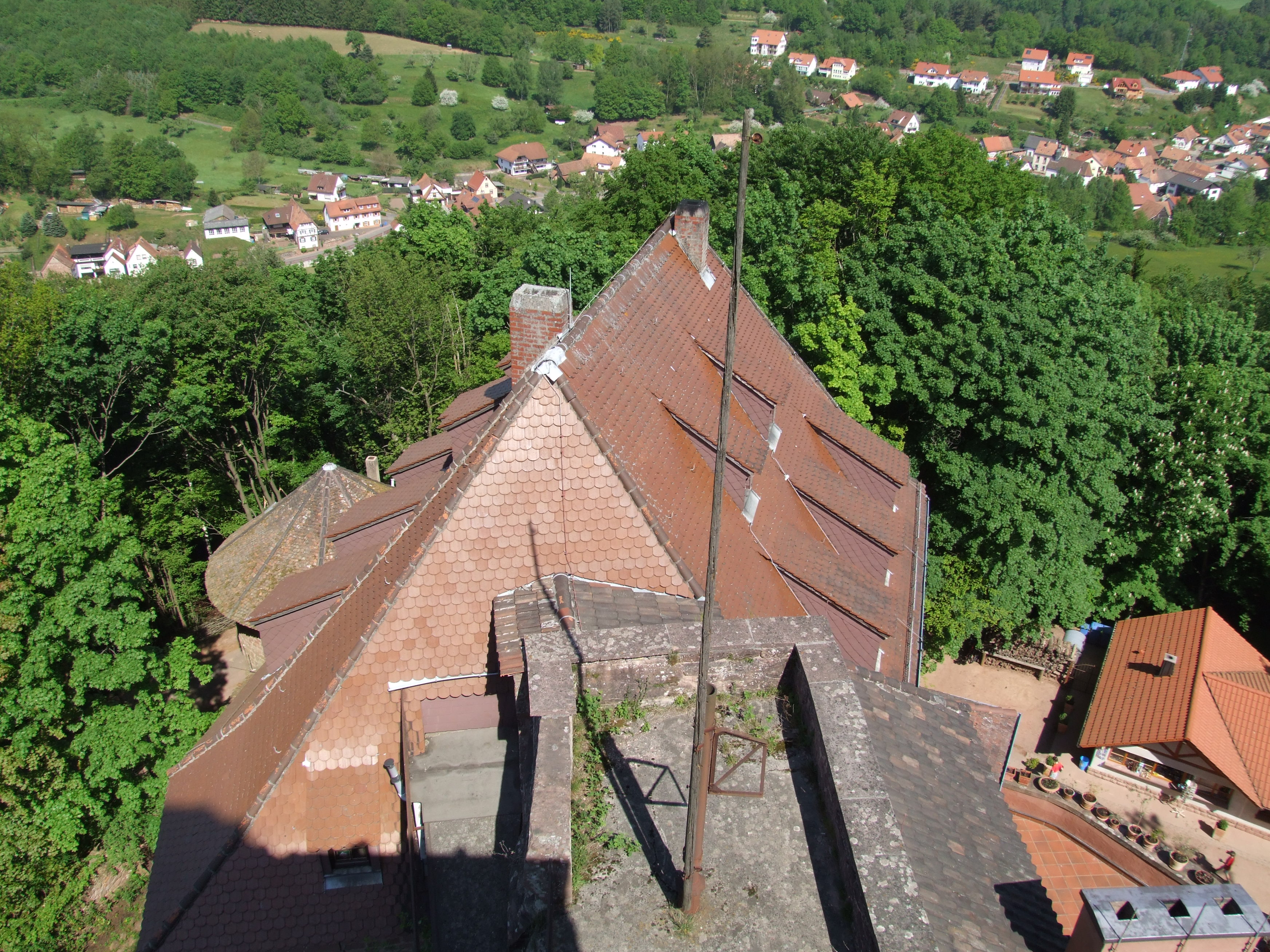
منظر إلى الشمال من برجفريد
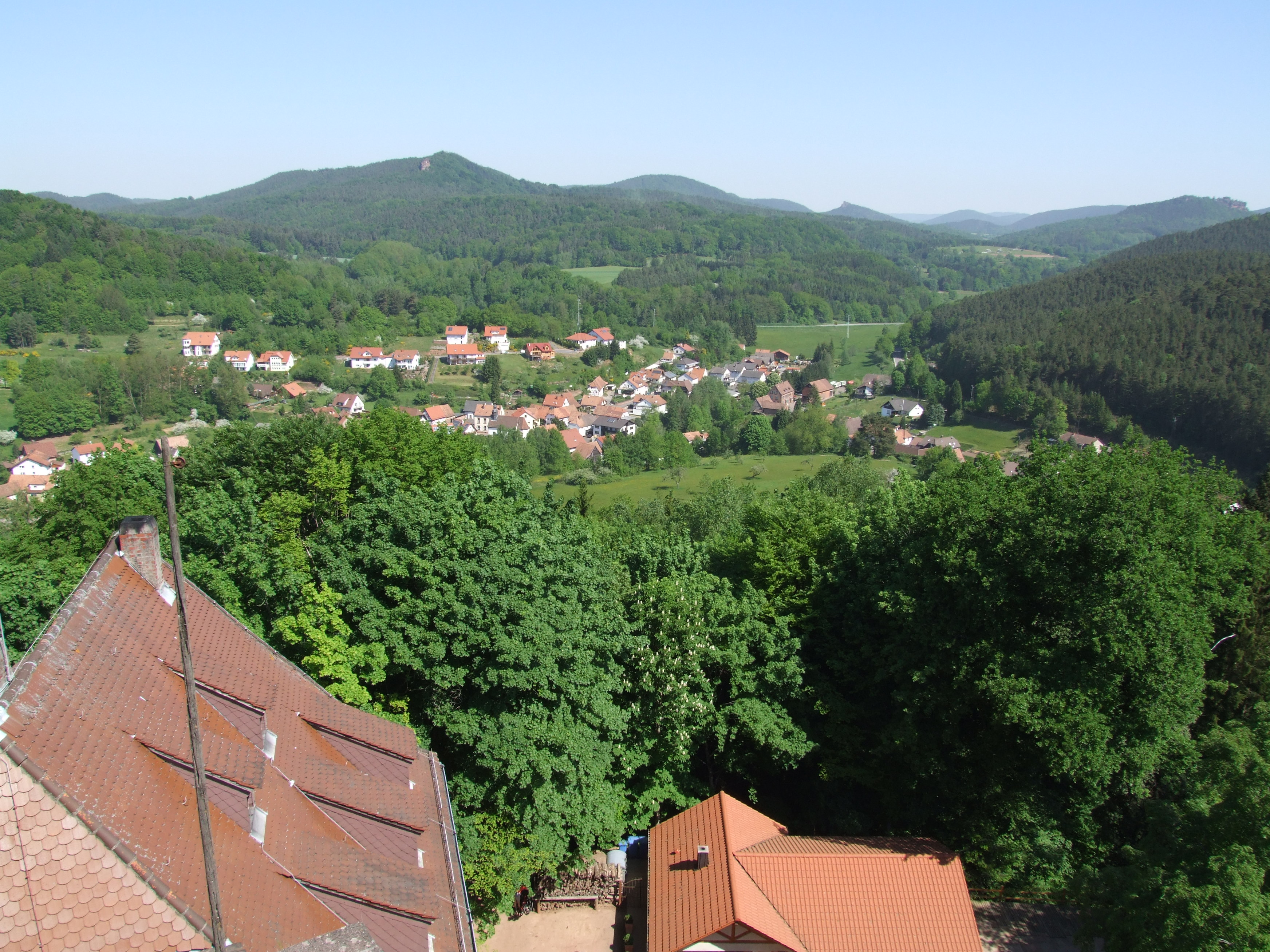
منظر إلى الشمال الشرقي

## وصلات خارجية
الموقع الرسمي